# シャーニ・ウィリアムズ
シャーニ・ウィリアムズ（Sharni Williams、1988年3月2日 - ）は、オーストラリアの女子ラグビー選手。

## プロフィール
- オーストラリア・バットロー出身[1]。
- ポジションはウィング(WTB)、センター(CTB)。
- 身長 165cm、体重 75kg
- 女子ラグビーワールドカップ2010・2014・2017のオーストラリア代表に選ばれた[2]。

## 略歴
2016年、リオ五輪の7人制女子オーストラリア代表の共同主将を務めて金メダルを獲得。
そして2021年、東京五輪の7人制女子オーストラリア代表に選ばれた。
2024年、パリ五輪の7人制女子オーストラリア代表に選ばれた。